# بيت كعك الزنجبيل

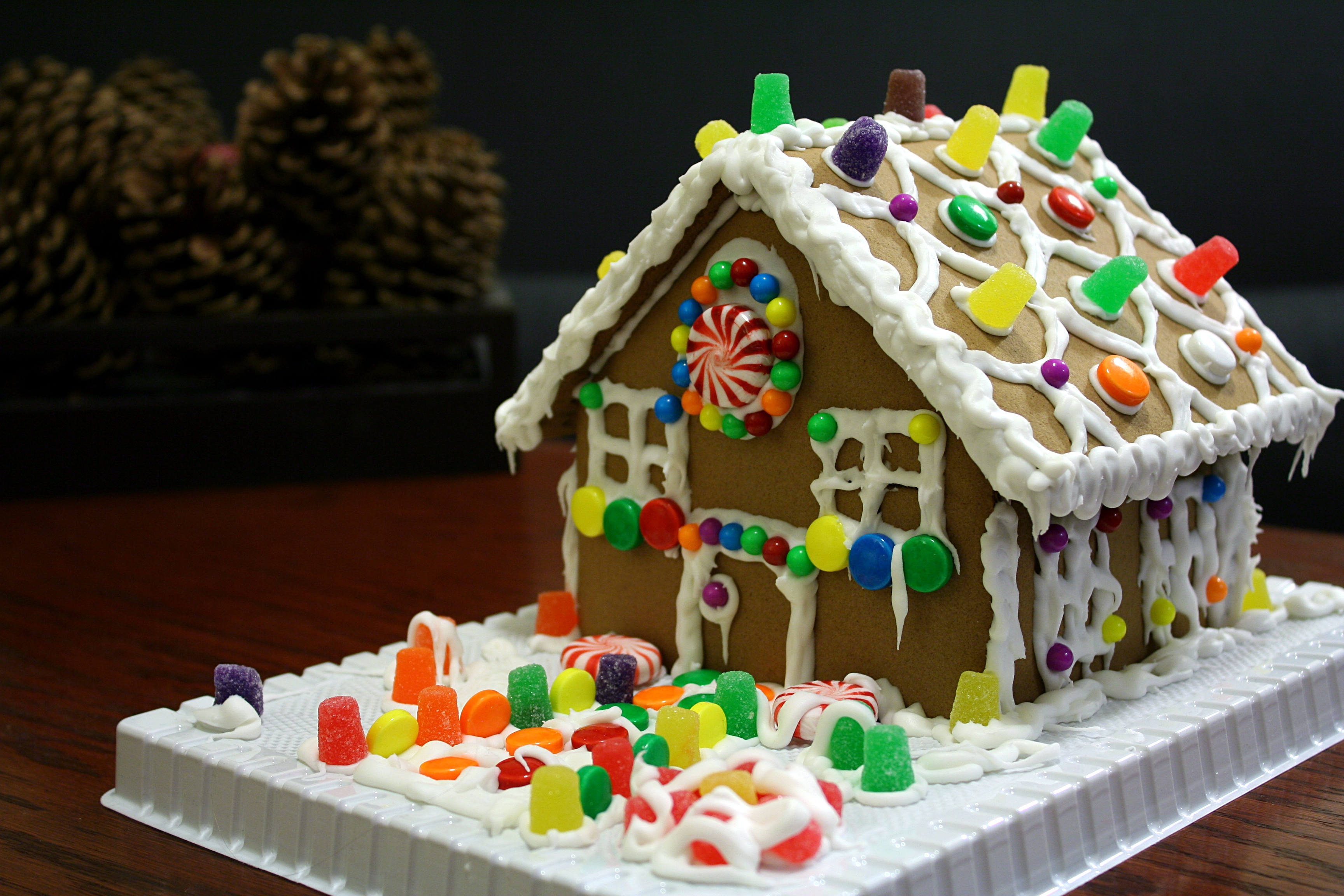
بيت كعك الزنجبيل كما يباع تقليديا في المتاجر.

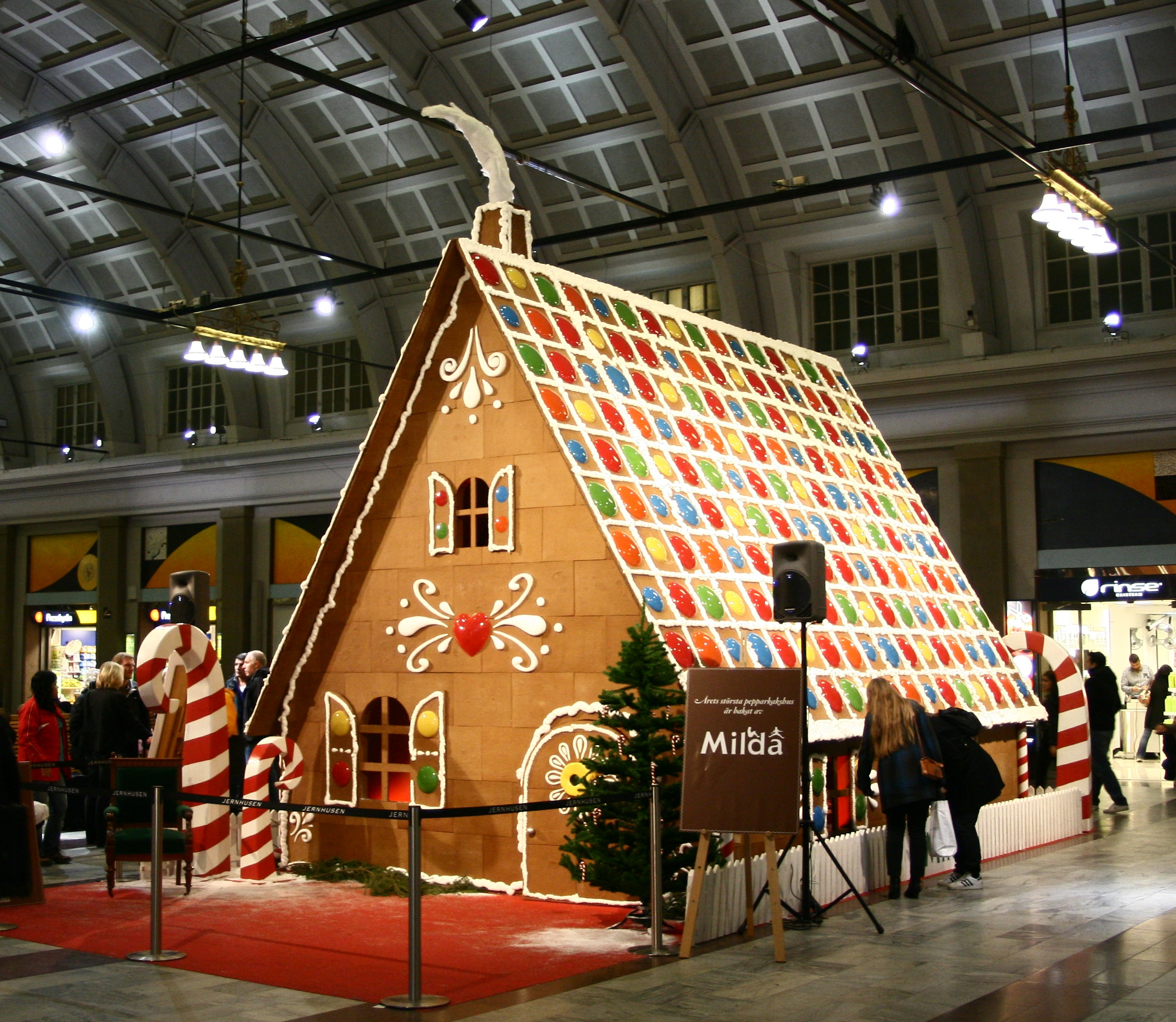
بيت زنجبيل بحجم بيت كامل معروض احتفالا بعيد الميلاد، ستوكهولم 2009. صنع هذا البيت من 294 كغ من السمن و100 كغ من السكر و14 غالونا من الشراب الذهبي و2.2 كغ من كل من القرفة والقرنفل والزنجبيل و3.7 كغ من مسحوق الخبيز.

بيت كعك الزنجبيل (وسيشار إليه هنا بيت الزنجبيل اختصارا) هو كعكة تصنع على شكل بيت عن طريق خبز عجينة كعك مقطعة إلى أشكال تمثل جوانب البيت المختلفة. يصنع البيت عادة من بسكويت الزنجبيل الهشّ المصنوع من كعك الزنجبيل. وهناك نوع آخر من بيوت الزنجبيل تصنع من عجينة مطبوخة يمكن تشكيلها مثل الصلصال لعمل مجسمات صغيرة وزخرفات. تعتبر هذه البيوت المزخرفة بالحلوى والكريمة من الزينة الشائعة في عيد الميلاد عادة ما يشترك في صنعها الأطفال ووالديهم.

## التاريخ

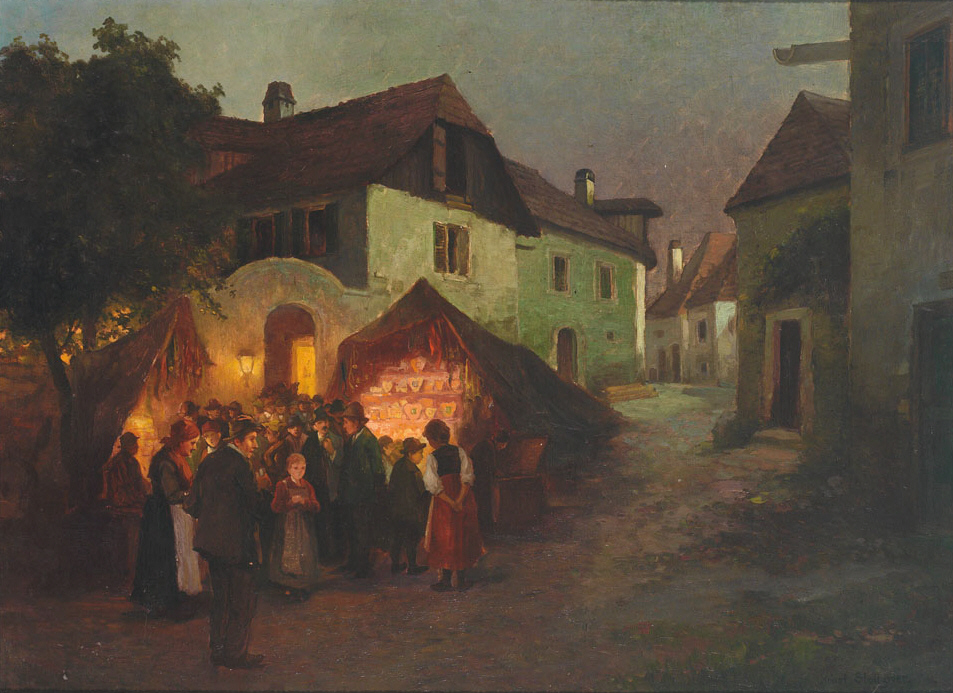
رسمة تظهر بيع بيت زنجبيل في السوق

وتروي أسطورة مسيحية من القرون الوسطى، تفصيلا لما ورد في إنجيل متّى حول قصة مولد السيد المسيح (وهي قصة تظهر في وثائق إغريقية من القن الثامن تبدو أنها من أصل إيرلندي)، أنه بالإضافة إلى الذهب واللبان والمرّ، التي أهداها الحكماء الثلاثة من الشرق (المجوس الثلاثة)، فإن الزنجبيل كان هدية الحكيم الرابع الذي لم يستطع أن يكمل رحتله إلى بيت لحم. ونبيجة لمرض هذا الحكيم الرابع، أعطى الحكماء الثلاثة الزنجبيل لكاهن يهودي وافق على أن يعتني به في آخر أيامه في إحدى مدن سورية. وقد أخبره الكاهن عن النبوءات التي تقول ببعث ملك عظيم لليهود ووالتي تقول إحداها بأنه سيولد في بيت لحم (والتي تعني بالعبرية بيت الخبز). وكان الكاهن معتادا أن يصنع له تلاميذه بيوتا من الخبز ليأكلها على مهل ليحي الآمل بقدوم المخلّص. واقترح الحكيم المجوسي إضافة الزنجبيل المطحون إلى الخبز لإعطاءه طعما ورائحة.